# پاتریک گابریل
پاتریک گابریل (انگلیسی: Patrick Gabriel؛ زادهٔ ۱۸ نوامبر ۱۹۶۲) بازیکن فوتبال اهل فرانسه است.
از باشگاه‌هایی که در آن بازی کرده‌است می‌توان به باشگاه فوتبال نانسی اشاره کرد.